# Angola a 2004. évi nyári olimpiai játékokon
Angola a görögországi Athénban megrendezett 2004. évi nyári olimpiai játékok egyik részt vevő nemzete volt. Az országot az olimpián 5 sportágban 30 sportoló képviselte, akik érmet nem szereztek.

## Atlétika
Férfi
| Versenyző     | Versenyszám | Eredmény | Helyezés |
| ------------- | ----------- | -------- | -------- |
| João N'Tyamba | Maraton     | 2:23,26  | 53.      |

## Cselgáncs
Női
| Versenyző       | Versenyszám | Selejtező                           | Nyolcaddöntő                 | Negyeddöntő       | Elődöntő          | Vigaszág első kör | Vigaszág negyeddöntő | Vigaszág elődöntő | Bronz- mérkőzés   | Döntő             | Helyezés    |
| Versenyző       | Versenyszám | Ellenfél Eredmény                   | Ellenfél Eredmény            | Ellenfél Eredmény | Ellenfél Eredmény | Ellenfél Eredmény | Ellenfél Eredmény    | Ellenfél Eredmény | Ellenfél Eredmény | Ellenfél Eredmény | Helyezés    |
| --------------- | ----------- | ----------------------------------- | ---------------------------- | ----------------- | ----------------- | ----------------- | -------------------- | ----------------- | ----------------- | ----------------- | ----------- |
| Antónia Moreira | Középsúly   | Anaisis Hernández (CUB) · 1000-0000 | Kim Ljonmi (PRK) · 0000-1010 | kiesett           | kiesett           |                   |                      |                   |                   |                   | helyezetlen |

## Kézilabda

### Női

#### Eredmények
Csoportkör
B csoport
| Csapat              | M | Gy | D | V | G+  | G–  | Gk  | P |
| ------------------- | - | -- | - | - | --- | --- | --- | - |
| Dél-Korea (KOR)     | 4 | 3  | 1 | 0 | 135 | 103 | +32 | 7 |
| Dánia (DEN)         | 4 | 3  | 1 | 0 | 125 | 98  | +27 | 7 |
| Franciaország (FRA) | 4 | 2  | 0 | 2 | 105 | 106 | –1  | 4 |
| Spanyolország (ESP) | 4 | 0  | 1 | 3 | 86  | 110 | –24 | 1 |
| Angola (ANG)        | 4 | 0  | 1 | 3 | 97  | 131 | –34 | 1 |

| 2004. augusztus 15. 19:30 | Spanyolország (ESP) | 24–24   | Angola (ANG)          | Sports Pavillion, Athén Játékvezetők: Gardinovacki, Maric (SCG) |
| 2004. augusztus 15. 19:30 | Puche 13            | (14–10) | Fernandes, Dionísia 5 | Sports Pavillion, Athén Játékvezetők: Gardinovacki, Maric (SCG) |
| 2004. augusztus 15. 19:30 | 4× 3×               |         | 6× 2×                 | Sports Pavillion, Athén Játékvezetők: Gardinovacki, Maric (SCG) |

| 2004. augusztus 19. 14:30 | Angola (ANG) | 30–40   | Dél-Korea (KOR) | Sports Pavillion, Athén Játékvezetők: Nachevski, Nachevski (MKD) |
| 2004. augusztus 19. 14:30 | Bengue 11    | (12–19) | O Szongok 10    | Sports Pavillion, Athén Játékvezetők: Nachevski, Nachevski (MKD) |
| 2004. augusztus 19. 14:30 | 1× 3×        |         | 3× 3×           | Sports Pavillion, Athén Játékvezetők: Nachevski, Nachevski (MKD) |

| 2004. augusztus 21. 14:30 | Angola (ANG) | 21–29  | Franciaország (FRA) | Sports Pavillion, Athén Játékvezetők: Bavas, Migas (GRE) |
| 2004. augusztus 21. 14:30 | Bengue 7     | (6–12) | Pecqueux-Rolland 8  | Sports Pavillion, Athén Játékvezetők: Bavas, Migas (GRE) |
| 2004. augusztus 21. 14:30 | 3× 3×        |        | 4× 3×               | Sports Pavillion, Athén Játékvezetők: Bavas, Migas (GRE) |

| 2004. augusztus 23. 21:30 | Dánia (DEN) | 38–22  | Angola (ANG) | Sports Pavillion, Athén Játékvezetők: Bavas, Migas (GRE) |
| 2004. augusztus 23. 21:30 | Daugaard 7  | (19–8) | Bengue 8     | Sports Pavillion, Athén Játékvezetők: Bavas, Migas (GRE) |
| 2004. augusztus 23. 21:30 | 2× 3×       |        | 5× 3×        | Sports Pavillion, Athén Játékvezetők: Bavas, Migas (GRE) |

A 9. helyért
| 2004. augusztus 26. 12:30 | Görögország (GRE) | 23–38   | Angola (ANG) | Sports Pavillion, Athén Játékvezetők: Boye, Jensen (DEN) |
| 2004. augusztus 26. 12:30 | Pótari 6          | (11–18) | Bengue 8     | Sports Pavillion, Athén Játékvezetők: Boye, Jensen (DEN) |
| 2004. augusztus 26. 12:30 | 3× 3×             |         | 2× 3×        | Sports Pavillion, Athén Játékvezetők: Boye, Jensen (DEN) |

| Csapat       | Helyezés |
| ------------ | -------- |
| Angola (ANG) | 9.       |

## Kosárlabda

### Férfi

#### Eredmények
Csoportkör
B csoport
| Csapat                 | M | Gy | V | P+  | P–  | Pk   | P  |
| ---------------------- | - | -- | - | --- | --- | ---- | -- |
| Litvánia (LTU)         | 5 | 5  | 0 | 468 | 414 | +54  | 10 |
| Görögország (GRE)      | 5 | 3  | 2 | 389 | 343 | +46  | 8  |
| Puerto Rico (PUR)      | 5 | 3  | 2 | 410 | 411 | –1   | 8  |
| Egyesült Államok (USA) | 5 | 3  | 2 | 418 | 389 | +29  | 8  |
| Ausztrália (AUS)       | 5 | 1  | 4 | 383 | 411 | –28  | 6  |
| Angola (ANG)           | 5 | 0  | 5 | 321 | 421 | –100 | 5  |

| 2004. augusztus 15. 9:00 | Angola (ANG)                            | 73–78     | Litvánia (LTU)              | Helliniko Indoor Arena, Athén Nézőszám: 400 Játékvezetők: Chantal Julien (FRA), Ma Li Jun (CHN) |
| 2004. augusztus 15. 9:00 | (24–14, 8–14, 23–28, 18–22) Jegyzőkönyv |           |                             | Helliniko Indoor Arena, Athén Nézőszám: 400 Játékvezetők: Chantal Julien (FRA), Ma Li Jun (CHN) |
| 2004. augusztus 15. 9:00 | Lutonda 17                              | Pont      | Lavrinovič, E. Žukauskas 15 | Helliniko Indoor Arena, Athén Nézőszám: 400 Játékvezetők: Chantal Julien (FRA), Ma Li Jun (CHN) |
| 2004. augusztus 15. 9:00 | Lutonda 4                               | Lepattanó | E. Žukauskas 11             | Helliniko Indoor Arena, Athén Nézőszám: 400 Játékvezetők: Chantal Julien (FRA), Ma Li Jun (CHN) |
| 2004. augusztus 15. 9:00 | Lutonda 6                               | Gólpassz  | Jasikevičius 6              | Helliniko Indoor Arena, Athén Nézőszám: 400 Játékvezetők: Chantal Julien (FRA), Ma Li Jun (CHN) |

| 2004. augusztus 17. 11:15 | Ausztrália (AUS)                         | 83–59     | Angola (ANG)   | Helliniko Indoor Arena, Athén Nézőszám: 2400 Játékvezetők: Renato Santos (BRA), Vladimir Okhrimenko (RUS) |
| 2004. augusztus 17. 11:15 | (21–13, 24–16, 27–15, 11–15) Jegyzőkönyv |           |                | Helliniko Indoor Arena, Athén Nézőszám: 2400 Játékvezetők: Renato Santos (BRA), Vladimir Okhrimenko (RUS) |
| 2004. augusztus 17. 11:15 | Heal 18                                  | Pont      | Monteiro 18    | Helliniko Indoor Arena, Athén Nézőszám: 2400 Játékvezetők: Renato Santos (BRA), Vladimir Okhrimenko (RUS) |
| 2004. augusztus 17. 11:15 | Bogut 11                                 | Lepattanó | Gomes 9        | Helliniko Indoor Arena, Athén Nézőszám: 2400 Játékvezetők: Renato Santos (BRA), Vladimir Okhrimenko (RUS) |
| 2004. augusztus 17. 11:15 | Smith 3                                  | Gólpassz  | négy játékos 1 | Helliniko Indoor Arena, Athén Nézőszám: 2400 Játékvezetők: Renato Santos (BRA), Vladimir Okhrimenko (RUS) |

| 2004. augusztus 19. 16:45 | Puerto Rico (PUR)                        | 83–80     | Angola (ANG)   | Helliniko Indoor Arena, Athén Nézőszám: 12 000 Játékvezetők: Reynaldo Sanchez (DOM), Ma Li Jun (CHN) |
| 2004. augusztus 19. 16:45 | (19–17, 18–15, 26–34, 20–14) Jegyzőkönyv |           |                | Helliniko Indoor Arena, Athén Nézőszám: 12 000 Játékvezetők: Reynaldo Sanchez (DOM), Ma Li Jun (CHN) |
| 2004. augusztus 19. 16:45 | Ayuso 17                                 | Pont      | de Carvalho 14 | Helliniko Indoor Arena, Athén Nézőszám: 12 000 Játékvezetők: Reynaldo Sanchez (DOM), Ma Li Jun (CHN) |
| 2004. augusztus 19. 16:45 | Santiago 10                              | Lepattanó | Moussa 6       | Helliniko Indoor Arena, Athén Nézőszám: 12 000 Játékvezetők: Reynaldo Sanchez (DOM), Ma Li Jun (CHN) |
| 2004. augusztus 19. 16:45 | Arroyo 6                                 | Gólpassz  | Costa 7        | Helliniko Indoor Arena, Athén Nézőszám: 12 000 Játékvezetők: Reynaldo Sanchez (DOM), Ma Li Jun (CHN) |

| 2004. augusztus 21. 22:15 | Angola (ANG)                             | 56–88     | Görögország (GRE)        | Helliniko Indoor Arena, Athén Nézőszám: 12 000 Játékvezetők: Mike Homsy (CAN), Alejandro Chiti (ARG) |
| 2004. augusztus 21. 22:15 | (15–23, 10–20, 10–24, 21–21) Jegyzőkönyv |           |                          | Helliniko Indoor Arena, Athén Nézőszám: 12 000 Játékvezetők: Mike Homsy (CAN), Alejandro Chiti (ARG) |
| 2004. augusztus 21. 22:15 | Costa 12                                 | Pont      | Dikúdisz 15              | Helliniko Indoor Arena, Athén Nézőszám: 12 000 Játékvezetők: Mike Homsy (CAN), Alejandro Chiti (ARG) |
| 2004. augusztus 21. 22:15 | Costa 5                                  | Lepattanó | Dikúdisz, Papadópulosz 8 | Helliniko Indoor Arena, Athén Nézőszám: 12 000 Játékvezetők: Mike Homsy (CAN), Alejandro Chiti (ARG) |
| 2004. augusztus 21. 22:15 | öt játékos 1                             | Gólpassz  | Diamandídisz 3           | Helliniko Indoor Arena, Athén Nézőszám: 12 000 Játékvezetők: Mike Homsy (CAN), Alejandro Chiti (ARG) |

| 2004. augusztus 23. 14:30 | Egyesült Államok (USA)                   | 89–53     | Angola (ANG)       | Helliniko Indoor Arena, Athén Nézőszám: 12 000 Játékvezetők: Pablo Estevez (ARG), Philippe Leemann (SUI) |
| 2004. augusztus 23. 14:30 | (21–14, 23–12, 29–13, 14–14) Jegyzőkönyv |           |                    | Helliniko Indoor Arena, Athén Nézőszám: 12 000 Játékvezetők: Pablo Estevez (ARG), Philippe Leemann (SUI) |
| 2004. augusztus 23. 14:30 | Duncan 15                                | Pont      | Monteiro 20        | Helliniko Indoor Arena, Athén Nézőszám: 12 000 Játékvezetők: Pablo Estevez (ARG), Philippe Leemann (SUI) |
| 2004. augusztus 23. 14:30 | Boozer 9                                 | Lepattanó | Gomes 6            | Helliniko Indoor Arena, Athén Nézőszám: 12 000 Játékvezetők: Pablo Estevez (ARG), Philippe Leemann (SUI) |
| 2004. augusztus 23. 14:30 | James 5                                  | Gólpassz  | Monteiro, Moussa 2 | Helliniko Indoor Arena, Athén Nézőszám: 12 000 Játékvezetők: Pablo Estevez (ARG), Philippe Leemann (SUI) |

A 11. helyért
| 2004. augusztus 24. 14:30 | Szerbia és Montenegró (SCG)              | 85–62     | Angola (ANG)        | Helliniko Indoor Arena, Athén Nézőszám: 3625 Játékvezetők: Vicente Juan Bulto (ESP), Alejandro Chiti (ARG) |
| 2004. augusztus 24. 14:30 | (18–10, 16–15, 27–19, 24–18) Jegyzőkönyv |           |                     | Helliniko Indoor Arena, Athén Nézőszám: 3625 Játékvezetők: Vicente Juan Bulto (ESP), Alejandro Chiti (ARG) |
| 2004. augusztus 24. 14:30 | Šćepanović 18                            | Pont      | Monteiro 26         | Helliniko Indoor Arena, Athén Nézőszám: 3625 Játékvezetők: Vicente Juan Bulto (ESP), Alejandro Chiti (ARG) |
| 2004. augusztus 24. 14:30 | Krstić 12                                | Lepattanó | Moussa 7            | Helliniko Indoor Arena, Athén Nézőszám: 3625 Játékvezetők: Vicente Juan Bulto (ESP), Alejandro Chiti (ARG) |
| 2004. augusztus 24. 14:30 | Šćepanović 4                             | Gólpassz  | Monteiro, Almeida 2 | Helliniko Indoor Arena, Athén Nézőszám: 3625 Játékvezetők: Vicente Juan Bulto (ESP), Alejandro Chiti (ARG) |

| Csapat       | Helyezés |
| ------------ | -------- |
| Angola (ANG) | 12.      |

## Úszás
Férfi
| Versenyző   | Versenyszám    | Előfutam | Előfutam | Előfutam | Elődöntő | Elődöntő | Elődöntő | Döntő   | Döntő    |
| Versenyző   | Versenyszám    | Idő      | Hely.    | Össz.    | Idő      | Hely.    | Össz.    | Idő     | Helyezés |
| ----------- | -------------- | -------- | -------- | -------- | -------- | -------- | -------- | ------- | -------- |
| João Matias | 100 m pillangó | 58,92    | 1.       | 57.      | kiesett  | kiesett  | kiesett  | kiesett | kiesett  |